# Cusuna
Cusuna är en ort i Honduras.   Den ligger i departementet Departamento de Colón, i den nordöstra delen av landet, 290 km nordost om huvudstaden Tegucigalpa. Cusuna ligger 68 meter över havet och antalet invånare är 1 441.
Terrängen runt Cusuna är kuperad söderut, men norrut är den platt. Havet är nära Cusuna norrut. Runt Cusuna är det glesbefolkat, med 8 invånare per kvadratkilometer. Cusuna är det största samhället i trakten. 